# Head Crusher
Head Crusher è un singolo del gruppo musicale statunitense Megadeth, l'unico estratto dal dodicesimo album in studio Endgame e pubblicato il 7 agosto 2009.

## La canzone
Si tratta di uno dei brani più pesanti mai composti dal gruppo. Comincia con un potente riff di chitarra di Chris Broderick, che è sottofondo di un piccolo assolo di Dave Mustaine. Dopo una strofa si sente il primo ritornello, un po' ripetitivo ma molto rozzo, nello stile dei Megadeth di Countdown to Extinction. Dopo un'altra strofa ed un altro ritornello si sente una voce che fa riferimento alla boxe dicendo frasi da arbitro sportivo come "get your positions" (prendete le vostre posizioni). Lo special cantato da Dave Mustaine fa da introduzione all'assolo di Chris Broderick, uno degli assoli più veloci della band.

## Tracce
1. Head Crusher – 3:25

## Formazione
- Dave Mustaine – voce, chitarra
- Chris Broderick – chitarra
- James Lomenzo – basso
- Shawn Drover – batteria